# Поздеев, Константин Ростиславович
Константин Ростиславович Поздеев (22 октября 1887, Новочеркасск, Область Войска Донского, Российская империя — 2 января 1981, Курбевуа, Париж, Франция) — русский военачальник, генерал-майор Белого движения, участник Первой мировой и Гражданской войн.

## Биография
Родился в семье дворян Войска Донского в станице Новочеркасской, сын офицера. В 1905 году окончил Донской императора Александра III кадетский корпус, затем поступил в Михайловское артиллерийское училище. В 1908 году выпущен хорунжим в лейб-гвардии Казачий Его Императорского Величества полк.
В период Первой мировой войны командовал полковой пулемётной командой. Был награжден Георгиевским оружием. В июне 1917 года — подъесаул и командир 1-й сотни. С прибытием полка в конце 1917 года в станицу Каменскую, где 15 января 1918 года Военным Революционным Комитетом были арестованы командир полка полковник Дьяков и все старшие офицеры, есаул Поздеев временно принял командование полком в период его расформирования. Ему удалось спасти штандарт полка и вместе с денежным ящиком отвезти его в Новочеркасск, где он скрывался во время занятия города большевиками. Также спас большую часть музея полка. Принял участие в боях за Новочеркасск. 10 мая 1918 года — войсковой старшина. Назначен помощником командира возрожденного лейб-гвардии Казачьего полка.
С февраля 1919 года — полковник. В мае — и. о. командира полка, участвовал в боях за станицу Митякинскую и Беловодск. В августе 1919 года получает тяжёлое ранение и временно выбывает из строя. В октябре 1919 года вновь получает ранение.
В феврале 1920 года вместе с полком прибыл в Севастополь. Назначен командиром лейб-гвардии Казачьего полка 8 июня 1920 года и командовал им во всех боях 1-й Донской конной дивизии генерала Дьякова. С 4 октября 1920 года — генерал-майор. 17 октября 1920 года Поздеев в очередной раз был тяжело ранен; был эвакуирован в Севастополь.
После эвакуации из Крыма и пребывании на острове Лемнос временно находился на пограничной службе в Королевстве СХС. После излечения от ран генерал Поздеев переехал во Францию, где участвовал в создании полкового музея в Курбевуа, под Парижeм. С 1969 года занимал пост председателя Объединения лейб-гвардии Казачьего полка и в то же время являлся председателем Гвардейского объединения. Скончался 2 января 1981 года. Похоронен на русском кладбище Сент-Женевьев де Буа.

## Награды
- Орден Святого Владимира 3-й ст. с мечами
- Георгиевское оружие